# Les Aphrodites
Pour les articles homonymes, voir Aphrodite (homonymie).
Les Aphrodites, ou Fragments thali-priapiques pour servir à l’histoire du plaisir est un livre publié en 1793, écrit par Andréa de Nerciat.
On y trouve un certain nombre de personnages qui réapparaîtront plus tard dans Le Diable au corps[réf. nécessaire]. Baudelaire aurait dit, au sujet de ces deux livres : « la Révolution a été faite par des voluptueux »[réf. nécessaire].
L'histoire est celle d'une société secrète où les personnages des deux sexes sont évalués sur leurs performances et leur complaisance licencieuses, dans le monde bouleversé de la Révolution.